# Alistair Overeem
Alistair Cees Overeem (ur. 17 maja 1980 w Londynie) – holenderski kickbokser i zawodnik MMA, mistrz Strikeforce (2007) oraz tymczasowy mistrz DREAM (2010) w wadze ciężkiej, a także zwycięzca K-1 World GP 2010.

## Życiorys
Urodził się w Hounslow (jedno z londyńskich boroughs) ze związku Jamajczyka i Holenderki. Po rozwodzie rodziców, w wieku 6 lat przeprowadził się wraz z matką na stałe do Holandii. Po kądzieli jest daleko spokrewniony z panującym w Holandii królewskim rodem orańskim. Ma starszego o 4 lata brata Valentijna.

## Kariera MMA

### PRIDE FC
Profesjonalny debiut w MMA zanotował w 1999 roku na gali It’s Showtime w Haarlemie. Następnie walczył dla organizacji RINGS i 2H2H.
W 2002 roku zadebiutował na ringu PRIDE FC. Rok później wystartował w turnieju PRIDE Middleweight Grand Prix 2003. Odpadł w ćwierćfinale znokautowany przez Chucka Liddella. W 2005 roku wziął udział w kolejnej edycji tej imprezy i tym razem, po pokonaniu przez poddanie Vitora Belforta i Ihora Wowczanczyna, doszedł do półfinału. W walce o finał został znokautowany przez późniejszego tryumfatora całego turnieju Maurício Ruę. W 2006 roku walczył w turnieju Pride Openweight Grand Prix. Przegrał w 1/8 z Fabricio Werdumem przez poddanie.

### Hero’s, Strikeforce, DREAM
Po rozwiązaniu PRIDE FC (2007) przeszedł do wagi ciężkiej i walczył następnie dla organizacji Hero’s, Strikeforce i DREAM. 16 listopada 2007 roku zdobył wakujący tytuł mistrza Strikeforce w wadze ciężkiej, pokonując przez poddanie Paula Buentello. W sierpniu 2009 roku Overeem miał bronić pas w walce przeciwko Werdumowi, ale do pojedynku nie doszło z powodu kontuzji ręki Holendra. W końcu po raz pierwszy bronił tytułu 15 maja 2010 roku przeciwko Brettowi Rogersowi. Pokonał go przez techniczny nokaut w pierwszej rundzie na skutek ciosów pięściami w parterze.
31 grudnia 2010 roku, podczas gali Dynamite!! 2010 znokautował w 19 sekund Amerykanina Todda Duffee w walce o tymczasowe mistrzostwo DREAM w wadze ciężkiej.
W 2011 roku wystartował w 8-osobowym turnieju Strikeforce, skupiającym najlepszych zawodników tej organizacji w wadze ciężkiej. 18 czerwca w walce ćwierćfinałowej pokonał przez decyzję Fabricio Werduma. W półfinale miał się zmierzyć z innym Brazylijczykiem, Antônio Silvą. Odmówił jednak walki z nim w wyznaczonym przez telewizję Showtime wrześniowym terminie, powołując się na kontuzję. W rezultacie został usunięty z turnieju, a pod koniec lipca Strikeforce rozwiązała z nim kontrakt.

### UFC
Na początku września porozumiał się i związał z UFC, największą organizacją MMA na świecie.
30 grudnia 2011 roku, w debiucie podczas gali UFC 141, pokonał przez TKO w pierwszej rundzie Brocka Lesnara, zapewniając sobie pozycję pretendenta do mistrzostwa UFC w wadze ciężkiej. Miał zmierzyć się o nie 26 maja 2012 roku z Juniorem dos Santosem, jednak miesiąc wcześniej został wycofany z tej walki z powodu pozytywnego wyniku testu antydopingowego (przekroczony ponad dwukrotnie dopuszczalny poziom testosteronu).
14 marca 2015 roku pokonał Roya Nelsona przez jednogłośną decyzję, podczas UFC 185. 19 grudnia 2015 w końcu doszło do oczekiwanej walki między Overeemem, a dos Santosem. 19 grudnia 2015 Holender pokonał Brazylijczyka przez nokaut w 2. rundzie. 10 września 2016, na UFC 203, zmierzył się o mistrzostwo UFC wagi ciężkiej ze Stipe Miociciem, ostatecznie ulegając mu przez nokaut w 1. rundzie.
4 marca 2017 na UFC 209 znokautował ciosem kolanem Marka Hunta w trzeciej rundzie.
6 lutego 2021 podczas walki wieczoru przegrał przez TKO z Aleksandrem Wołkowem. Kilka tygodniu później został zwolniony z UFC.
W lipcu 2023 roku poinformował o zakończenie zawodowej kariery.

## Kariera w kick-boxingu
W K-1 zadebiutował w 2001 roku w przegranej walce z Errolem Parisem podczas GP Holandii. W 2004 roku w Tokio został znokautowany w pokazowym pojedynku przez Glaube Feitosę. Do K-1 powrócił po długiej przerwie w 2008 roku. Podczas sylwestrowej gali Dynamite!! 2008 zmierzył się z byłym mistrzem K-1 w wadze ciężkiej i finalistą K-1 World GP 2008 Badrem Hari. Overeem stał się sprawcą sensacji, nokautując faworyzowanego Marokańczyka już w pierwszej rundzie walki.
W marcu 2009 roku walczył w Jokohamie z mistrzem K-1 Remym Bonjaskym. Przegrał przez decyzję po wyrównanym starciu. Występy te sprawiły, że otrzymał w drodze głosowania internetowego fanów dziką kartę, upoważniającą do udziału w walce eliminacyjnej podczas Final 16 w Seulu. Pokonał tam niespodziewanie Petera Aertsa, zapewniając sobie prawo walki o mistrzostwo K-1 WGP w turnieju finałowym w Jokohamie. W pierwszej walce tego turnieju znokautował kopnięciem kolanem mistrza świata kyokushin Ewertona Teixeirę, w półfinale uległ jednak przez nokaut (reguła 2 nokdaunów) Hariemu.
W październiku 2010 roku podczas Final 16 znokautował w pierwszej rundzie Australijczyka Bena Edwardsa, po raz drugi z rzędu awansując do Finału K-1 WGP. Został on rozegrany 11 grudnia 2010 roku w Tokio. Overeem zdobył tytuł mistrza K-1 WGP, pokonując trzech rywali z rzędu: Tyrone'a Sponga przez decyzję oraz Gokhana Saki i Petera Aertsa przez nokaut.

## Osiągnięcia

### Mieszane sztuki walki
- 2002: Turniej 2 Hot 2 Handle wagi półciężkiej – 1. miejsce
- 2004: mistrz 2 Hot 2 Handle w wadze półciężkiej
- 2005: PRIDE 2005 Grand Prix wagi średniej – półfinalista turnieju
- 2007−2011: mistrz Strikeforce w wadze ciężkiej
- 2010−2011: tymczasowy mistrz DREAM w wadze ciężkiej

### Grappling
- 2005: ADCC European Trials – 1. miejsce w kat. -98,9 kg

## Lista zawodowych walk w MMA
| Wynik     | Bilans    | Przeciwnik (bilans przed walką) | Rozstrzygnięcie                                       | Runda | Czas | Rozgrywki                                         | Data       | Miejsce       | Uwagi                                                                             |
| --------- | --------- | ------------------------------- | ----------------------------------------------------- | ----- | ---- | ------------------------------------------------- | ---------- | ------------- | --------------------------------------------------------------------------------- |
| Przegrana | 47-19 (1) | Aleksandr Wołkow (32-8)         | TKO (ciosy pięściami)                                 | 2     | 2:06 | UFC Fight Night: Overeem vs. Volkov               | 06.02.2021 | Las Vegas     | Main Event                                                                        |
| Wygrana   | 47-18 (1) | Augusto Sakai (15-1-1)          | TKO (łokcie i ciosy pięściami w parterze)             | 5     | 0:26 | UFC Fight Night: Overeem vs. Sakai                | 05.09.2020 | Las Vegas     | Main Event                                                                        |
| Wygrana   | 46-18 (1) | Walt Harris (13-7)              | TKO (ciosy pięściami w parterze)                      | 2     | 3:00 | UFC on ESPN: Overeem vs. Harris                   | 16.05.2020 | Jacksonville  | Main Event                                                                        |
| Przegrana | 45-18 (1) | Jairzinho Rozenstruik (9-0)     | KO (cios pięścią)                                     | 5     | 4:56 | UFC on ESPN: Overeem vs. Rozenstruik              | 07.12.2019 | Waszyngton    | Main Event                                                                        |
| Wygrana   | 45-17 (1) | Aleksiej Olejnik (57-11-1)      | TKO (kolana i ciosy pięściami w parterze)             | 1     | 4:45 | UFC on ESPN+ 7: Olejnik vs. Overeem               | 20.04.2019 | Petersburg    | Main Event                                                                        |
| Wygrana   | 44-17 (1) | Siergiej Pawłowicz (12-0)       | TKO (ciosy pięściami)                                 | 1     | 4:21 | UFC Fight Night: Blaydes vs. Ngannou 2            | 24.11.2018 | Pekin         | Co-Main Event                                                                     |
| Przegrana | 43-17 (1) | Curtis Blaydes (9-1)            | TKO (łokcie)                                          | 3     | 2:56 | UFC 225                                           | 09.08.2017 | Chicago       |                                                                                   |
| Przegrana | 43-16 (1) | Francis Ngannou (10-1)          | KO (cios pięścią)                                     | 1     | 1:42 | UFC 218                                           | 02.12.2017 | Detroit       | Co-Main Event                                                                     |
| Wygrana   | 43-15 (1) | Fabrício Werdum (21-6-1)        | Decyzja (większościowa)                               | 3     | 5:00 | UFC 213                                           | 08.07.2017 | Las Vegas     | Co-Main Event                                                                     |
| Wygrana   | 42-15 (1) | Mark Hunt (12-10-1)             | KO (kolano)                                           | 3     | 1:44 | UFC 209                                           | 04.03.2017 | Las Vegas     |                                                                                   |
| Przegrana | 41-15 (1) | Stipe Miocic (15-2)             | KO (ciosy pięściami w parterze)                       | 1     | 4:27 | UFC 203                                           | 10.09.2016 | Cleveland     | Walka o pas mistrzowski UFC w wadze ciężkiej. Bonus za walkę wieczoru. Main Event |
| Wygrana   | 41-14 (1) | Andrej Arłouski (25-11)         | TKO (kopnięcie frontalne i ciosy pięściami)           | 2     | 1:12 | UFC Fight Night: Overeem vs. Arlovski             | 08.05.2016 | Rotterdam     | Bonus za występ wieczoru. Main Event                                              |
| Wygrana   | 40-14 (1) | Junior dos Santos (17-3)        | TKO (ciosy pięściami)                                 | 2     | 4:43 | UFC on Fox: dos Anjos vs. Cerrone 2               | 19.12.2015 | Orlando       | Co-Main Event                                                                     |
| Wygrana   | 39-14 (1) | Roy Nelson (20-10)              | Decyzja (jednogłośna)                                 | 3     | 5:00 | UFC 185                                           | 14.03.2015 | Dallas        |                                                                                   |
| Wygrana   | 38-14 (1) | Stefan Struve (25-6)            | KO (ciosy pięściami)                                  | 1     | 4:13 | UFC on Fox: dos Santos vs. Miocic                 | 13.12.2014 | Phoenix       |                                                                                   |
| Przegrana | 37-14 (1) | Ben Rothwell (31-9)             | TKO (ciosy pięściami)                                 | 1     | 2:19 | UFC Fight Night: Souza vs. Mousasi                | 05.09.2014 | Mashantucket  | Co-Main Event                                                                     |
| Wygrana   | 37-13 (1) | Frank Mir (16-8)                | Decyzja (jednogłośna)                                 | 3     | 5:00 | UFC 169                                           | 01.02.2014 | Newark        |                                                                                   |
| Przegrana | 36-13 (1) | Travis Browne (14-1-1)          | KO (kopnięcie frontalne i ciosy pięściami)            | 1     | 4:08 | UFC Fight Night: Shogun vs. Sonnen                | 17.08.2013 | Boston        | Co-Main Event                                                                     |
| Przegrana | 36-12 (1) | Antônio Silva (17-4)            | KO (ciosy pięściami)                                  | 3     | 0:25 | UFC 156                                           | 02.02.2013 | Las Vegas     |                                                                                   |
| Wygrana   | 36-11 (1) | Brock Lesnar (5-2)              | TKO (kopnięcie na korpus i ciosy pięściami)           | 1     | 2:26 | UFC 141                                           | 30.12.2011 | Las Vegas     | Debiut w UFC. Main Event                                                          |
| Wygrana   | 35-11 (1) | Fabrício Werdum (14-4-1)        | Decyzja (jednogłośna)                                 | 3     | 5:00 | Strikeforce: Overeem vs. Werdum                   | 18.06.2011 | Dallas        | Ćwierćfinał Grand Prix wagi ciężkiej Strikeforce. Main Event                      |
| Wygrana   | 34-11 (1) | Todd Duffee (6-1)               | KO (ciosy pięściami)                                  | 1     | 0:19 | Dynamite!! 2010                                   | 31.12.2010 | Saitama       | Obronił inauguracyjne mistrzostwo DREAM w wadze ciężkiej                          |
| Wygrana   | 33-11 (1) | Brett Rogers (10-1)             | TKO (ciosy pięściami)                                 | 1     | 3:40 | Strikeforce: Heavy Artillery                      | 15.05.2010 | Saint Louis   | Obronił mistrzostwo wagi ciężkiej Strikeforce. Main Event                         |
| Wygrana   | 32-11 (1) | Kazuyuki Fujita (15-8)          | KO (kolano)                                           | 1     | 1:15 | Dynamite!! 2009                                   | 31.12.2009 | Saitama       |                                                                                   |
| Wygrana   | 31-11 (1) | James Thompson (14-10)          | Poddanie (duszenie gilotynowe)                        | 1     | 0:33 | Dream 12                                          | 25.10.2009 | Osaka         | Main Event                                                                        |
| Wygrana   | 30-11 (1) | Tony Sylvester (11-2)           | Poddanie (duszenie gilotynowe)                        | 1     | 1:23 | Ultimate Glory 11: A Decade of Fights             | 17.10.2009 | Amsterdam     |                                                                                   |
| Wygrana   | 29-11 (1) | Gary Goodridge (23-18-1)        | Poddanie (kimura)                                     | 1     | 1:47 | Ultimate Glory 10: The Battle of Arnhem           | 09.11.2008 | Arnhem        |                                                                                   |
| Nieodbyta | 28-11 (1) | Mirko Filipović (23-6-2)        | No contest                                            | 1     | 6:09 | Dream 6: Middle Weight Grandprix 2008 Final Round | 23.09.2008 | Saitama       | Overeem dwa razy uderzył Cro Copa nielegalnym kolanem w pachwinę. Main Event      |
| Wygrana   | 28-11     | Mark Hunt (5-3)                 | Poddanie (klucz na rękę)                              | 1     | 1:11 | Dream 5: Light Weight Grandprix 2008 Final Round  | 21.07.2008 | Osaka         |                                                                                   |
| Wygrana   | 27-11     | Lee Tae-Hyun (1-1)              | KO (ciosy pięściami)                                  | 1     | 0:36 | Dream 4: Middle Weight Grandprix 2008 2nd Round   | 18.06.2008 | Jokohama      |                                                                                   |
| Wygrana   | 26-11     | Paul Buentello (25-9)           | TKO (poddanie po kolanie na korpus)                   | 2     | 3:42 | Strikeforce: Four Men Enter, One Man Survives     | 16.11.2007 | San Jose      | Zdobył inauguracyjne mistrzostwo wagi ciężkiej Strikeforce                        |
| Przegrana | 25-11     | Siergiej Charitonow (15-4)      | KO (cios pięścią)                                     | 1     | 4:21 | Hero’s 10                                         | 17.09.2007 | Jokohama      |                                                                                   |
| Wygrana   | 25-10     | Michael Knaap (14-11-3)         | Poddanie (peruwiański krawat)                         | 1     | 3:29 | K-1 World GP 2007                                 | 23.06.2007 | Amsterdam     | Powrót do wagi ciężkiej                                                           |
| Przegrana | 24-10     | Maurício Rua (15-2)             | KO (ciosy pięściami)                                  | 1     | 3:37 | Pride 33: The Second Coming                       | 24.02.2007 | Las Vegas     |                                                                                   |
| Przegrana | 24-9      | Ricardo Arona (12-4)            | TKO (poddanie po ciosach)                             | 1     | 4:28 | Pride Final Conflict Absolute                     | 10.09.2006 | Saitama       |                                                                                   |
| Przegrana | 24-8      | Antônio Rogério Nogueira (11-2) | TKO (przerwanie przez narożnik)                       | 2     | 2:13 | Pride Critical Countdown Absolute                 | 01.07.2006 | Saitama       | Powrót do wagi półciężkiej                                                        |
| Wygrana   | 24-7      | Vitor Belfort (13-6)            | Decyzja (jednogłośna)                                 | 3     | 5:00 | Strikeforce: Revenge                              | 09.06.2006 | San Jose      | Walka w limicie umownym do 95,2 kg. Main Event                                    |
| Przegrana | 23-7      | Fabrício Werdum (7-1-1)         | Poddanie (kimura)                                     | 2     | 3:43 | Pride Total Elimination Absolute                  | 05.05.2006 | Osaka         | Runda otwierająca Grand Prix wagi ciężkiej PRIDE 2006                             |
| Wygrana   | 23-6      | Nikolajus Cilkinas (1-1)        | Poddanie (dźwignia prosta na staw łokciowy)           | 1     | 1:42 | WCFC: No Guts, No Glory                           | 18.03.2006 | Manchester    |                                                                                   |
| Wygrana   | 22-6      | Siergiej Charitonow (14-2)      | TKO (kolana)                                          | 1     | 5:13 | Pride 31: Unbreakable                             | 26.02.2006 | Saitama       | Debiut w wadze ciężkiej                                                           |
| Przegrana | 21-6      | Maurício Rua (10-1)             | TKO (ciosy pięściami)                                 | 1     | 6:42 | Pride Final Conflict 2005                         | 28.08.2005 | Saitama       | Półfinał Grand Prix wagi średniej PRIDE 2005                                      |
| Wygrana   | 21-5      | Ihor Wowczanczyn (55-8-1)       | Poddanie (duszenie gilotynowe)                        | 1     | 1:20 | Pride Critical Countdown 2005                     | 26.06.2005 | Saitama       | Ćwierćfinał Grand Prix wagi średniej PRIDE 2005                                   |
| Wygrana   | 20-5      | Vitor Belfort (12-5)            | Poddanie (duszenie gilotynowe)                        | 1     | 9:36 | Pride Total Elimination 2005                      | 23.04.2005 | Osaka         | Runda otwierająca Grand Prix wagi średniej PRIDE 2005                             |
| Przegrana | 19-5      | Antônio Rogério Nogueira (9-1)  | Decyzja (jednogłośna)                                 | 3     | 5:00 | Pride 29: Fists of Fire                           | 20.02.2005 | Saitama       |                                                                                   |
| Wygrana   | 19-4      | Hiromitsu Kanehara (22-13-1)    | TKO (przerwanie przez lekarza)                        | 2     | 3:52 | Pride 28: High Octane                             | 31.10.2004 | Saitama       |                                                                                   |
| Wygrana   | 18-4      | Rodney Glunder (21-8-3)         | Poddanie (duszenie gilotynowe)                        | 1     | ?    | 2 Hot 2 Handle                                    | 10.10.2004 | Rotterdam     | Zdobył mistrzostwo wagi półciężkiej 2H2H                                          |
| Wygrana   | 17-4      | Tomohiko Hashimoto (0-2)        | TKO (kolana)                                          | 1     | 0:36 | Inoki Bom-Ba-Ye 2003                              | 31.12.2003 | Kobe          |                                                                                   |
| Przegrana | 16-4      | Chuck Liddell (12-2)            | KO (ciosy pięściami)                                  | 1     | 3:09 | Pride Total Elimination 2003                      | 10.08.2003 | Saitama       | Ćwierćfinał Grand Prix wagi średniej PRIDE 2003                                   |
| Wygrana   | 16-3      | Mike Bencic (1-0)               | TKO (poddanie po kolanie na korpus i ciosy pięściami) | 1     | 3:44 | Pride 26: Bad to the Bone                         | 08.06.2003 | Jokohama      |                                                                                   |
| Wygrana   | 15-3      | Aaron Brink (16-8)              | Poddanie (duszenie gilotynowe)                        | 1     | 0:53 | 2H2H 6: Simply the Best 6                         | 16.03.2003 | Rotterdam     |                                                                                   |
| Wygrana   | 14-3      | Bazigit Atajev (16-0)           | TKO (kolano na korpus)                                | 2     | 4:59 | Pride 24: Cold Fury 3                             | 23.12.2002 | Fukuoka       |                                                                                   |
| Wygrana   | 13-3      | Dave Vader (11-2-3)             | TKO (przerwanie przez lekarza)                        | 2     | ?    | 2H2H 5: Simply the Best 5                         | 13.10.2002 | Rotterdam     | Wygrał turniej wagi półciężkiej 2H2H.                                             |
| Wygrana   | 12-3      | Moise Rimbon (4-3)              | Poddanie (duszenie gilotynowe)                        | 1     | 1:03 | 2H2H 5: Simply the Best 5                         | 13.10.2002 | Rotterdam     | Półfinał turnieju wagi półciężkiej 2H2H                                           |
| Wygrana   | 11-3      | Yusuke Imamura (1-2)            | TKO (kolano i ciosy pięściami)                        | 1     | 0:44 | Pride The Best Vol.2                              | 20.07.2002 | Tokio         |                                                                                   |
| Wygrana   | 10-3      | Vesa Vuori (0-0)                | TKO (ciosy pięściami)                                 | 1     | 2:15 | 2 Hot 2 Handle: Germany                           | 26.05.2002 | Krefeld       |                                                                                   |
| Wygrana   | 9-3       | Sergey Kaznovsky (4-7)          | Poddanie (dźwignia prosta na staw łokciowy)           | 1     | 3:37 | M-1: Russia vs. The World 3                       | 26.04.2002 | Petersburg    |                                                                                   |
| Wygrana   | 8-3       | Roman Zentsov (5-5)             | Poddanie (klucz na rękę)                              | 1     | 1:26 | 2H2H 4: Simply the Best 4                         | 17.03.2002 | Rotterdam     |                                                                                   |
| Wygrana   | 7-3       | Stanislav Nuschik (4-3-1)       | TKO (kolana)                                          | 1     | 0:53 | 2H2H 2: Simply The Best                           | 18.03.2001 | Rotterdam     |                                                                                   |
| Wygrana   | 6-3       | Vladimer Tchanturia (0-0)       | Poddanie (duszenie zza pleców)                        | 1     | 1:06 | Rings: King of Kings 2000 Final                   | 24.02.2001 | Tokio         |                                                                                   |
| Wygrana   | 5-3       | Peter Verschuren (2-2)          | Poddanie (klucz na rękę)                              | 1     | 1:06 | It’s Showtime: Christmas Edition                  | 12.12.2000 | Haarlem       |                                                                                   |
| Przegrana | 4-3       | Bobby Hoffman (15-2)            | KO (cios pięścią)                                     | 1     | 9:39 | Rings: Millennium Combine 2                       | 15.06.2000 | Tokio         |                                                                                   |
| Przegrana | 4-2       | Yuriy Kochkine (4-1-1)          | Decyzja (niejednogłośna)                              | 2     | 5:00 | Rings Russia: Russia vs. The World                | 20.05.2000 | Jekaterynburg |                                                                                   |
| Wygrana   | 4-1       | Yasuhito Namekawa (7-9-1)       | Poddanie (dźwignia prosta na staw łokciowy)           | 1     | 0:45 | Rings: Millennium Combine 1                       | 20.04.2000 | Tokio         |                                                                                   |
| Wygrana   | 3-1       | Can Sahinbas (4-1)              | KO (kolano)                                           | 1     | 2:21 | 2 Hot 2 Handle 1                                  | 05.03.2000 | Rotterdam     |                                                                                   |
| Wygrana   | 2-1       | Chris Watts (3-1)               | KO (kolano na korpus)                                 | 1     | 3:58 | Rings Holland: There Can Only Be One Champion     | 06.02.2000 | Utrecht       |                                                                                   |
| Przegrana | 1-1       | Yuriy Kochkine (3-0-1)          | Decyzja (większościowa)                               | 2     | 5:00 | Rings: King of Kings 1999 Block A                 | 28.10.1999 | Tokio         |                                                                                   |
| Wygrana   | 1-0       | Ricardo Fyeet (3-1)             | Poddanie (duszenie gilotynowe)                        | 1     | 1:39 | It’s Showtime                                     | 24.10.1999 | Haarlem       | Debiut w MMA                                                                      |